# Fedics United
Der Fedics United FC (häufig nur Fedics) ist ein Fußballverein aus der südnamibischen Stadt Keetmanshoop. Er trägt seine Heimspiele im J. Stephanus-Stadion aus. Der Verein spielt regelmäßig in Namibias zweithöchster Spielklasse, der Namibia First Division, stieg jedoch in der Saison 2011/12 als 11. der Südenliga ab.